# Jan de Groot
Jan de Groot (Flessinga, 1650 – Haarlem, 1726) è stato un pittore olandese del secolo d'oro olandese.

## Biografia
Secondo Houbraken apprese I primi rudimenti della pittura da Adriaen Verdoel a Flessinga, per poi trasferirsi ad Haarlem dove fu allievo di Adriaen van Ostade e Frans de Jong. Successivamente passò a commerciare caffè (in olandese: koffynering), una bevanda divenuta popolare grazie all'aumento del commercio. Divenne anche un mercante d'arte in stampe, disegni e dipinti.
Secondo RKD fu allievo di Adriaen Verdoel, Frans de Jong e Adriaen van Ostade. Sono noti alcuni suoi dipinti di interni di taverne e di genere con contadini.